# Bé nacional
|  | No s'ha de confondre amb Bé d'interès nacional. |

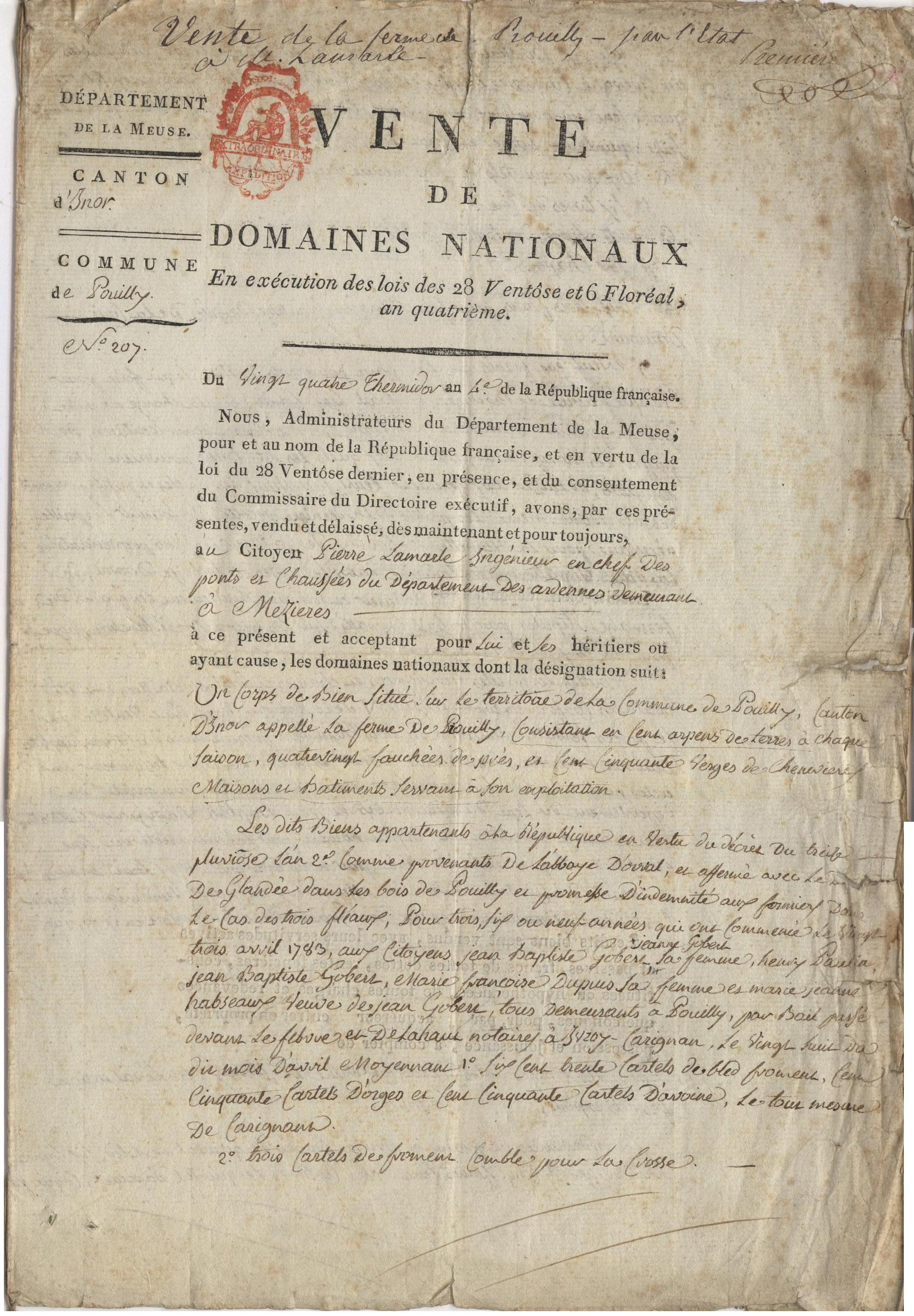
Exemple de venda de béns nacionals d'acord amb les lleis del 28 de Ventós i 6 de Floreal de l'any IV. L'acte es va realitzar en la ciutat de Pouilly-sur-Marne pel notari de Carignan

Els béns nacionals (en francès, biens nationaux) o dominis nacionals (en francès, domaines nationaux) són els dominis i les possessions de l'Església (edificis, objectes, terres de conreu i boscos) que van ser confiscats durant la Revolució Francesa, en virtut del decret de 2 de novembre de 1789. Aquests es van vendre per a resoldre la crisi financera que va provocar la Revolució. Els dominis de la Corona i les propietats d'alguns nobles van patir la mateixa sort amb les confiscacions revolucionàries.
La noció de bé nacional es va estendre ràpidament a les propietats dels emigrants i dels sospitosos, que van ser confiscades a partir del 30 de març de 1792 i posteriorment van ser venudes després de l'aprovació del decret de 27 de juliol.
Un dels objectius va ser constituir una seguretat per als assignats.

## Concepte
Aquesta confiscació dels béns pertanyents a l'Església, i posteriorment els dels emigrants nobles, va permetre retornar els préstecs contractats per l'Estat quan la negociació estava severament reglamentada a la Borsa. D'altra banda, tal decisió va satisfer els que volien debilitar l'Església privant-la de poder sobre les seves terres i al partit jansenista, que volia veure-la en la pobresa evangèlica.
La venda dels béns nacionals va donar lloc a una transferència massiva de les propietats de la noblesa cap a la burgesia. Tot i que en cap moment les lleis i decrets votats van posar en pràctica la reforma agrària, de vegades es va aplicar a nivell local, més enllà de les disposicions de la llei.
De fet, tot i les declaracions d'intencions, no estava previst una redistribució a la gent, i mai es va pretendre donar a aquells que estaven censats com agricultors, parcers o jornalers dels camps o dels béns immobles confiscats als ordes religiosos, a les comunitats urbanes o rurals, o als emigrats. Aquests béns van ser adquirits per especuladors i per individus, molts de l'Assemblea Nacional, que tenien una demanda contra l'Estat.

## Cronologia
- 2 de novembre de 1789: Decret de l'Assemblea Constituent que indica que la propietat del clergat està «a disposició de la Nació» (catedrals, esglésies, parròquies, capelles, béns i terres de les parròquies, dels ordes religiosos i de les comunitats religioses).
- 19 i 21 de desembre de 1789: Decrets que posen en venda els béns de l'Església i els dominis de la Corona, fins al límit de 400.000.000 lliures. Està previst mantenir alguns boscos, i els boscos i residències reials que seran inclosos en la llista civil.[Nota 2]

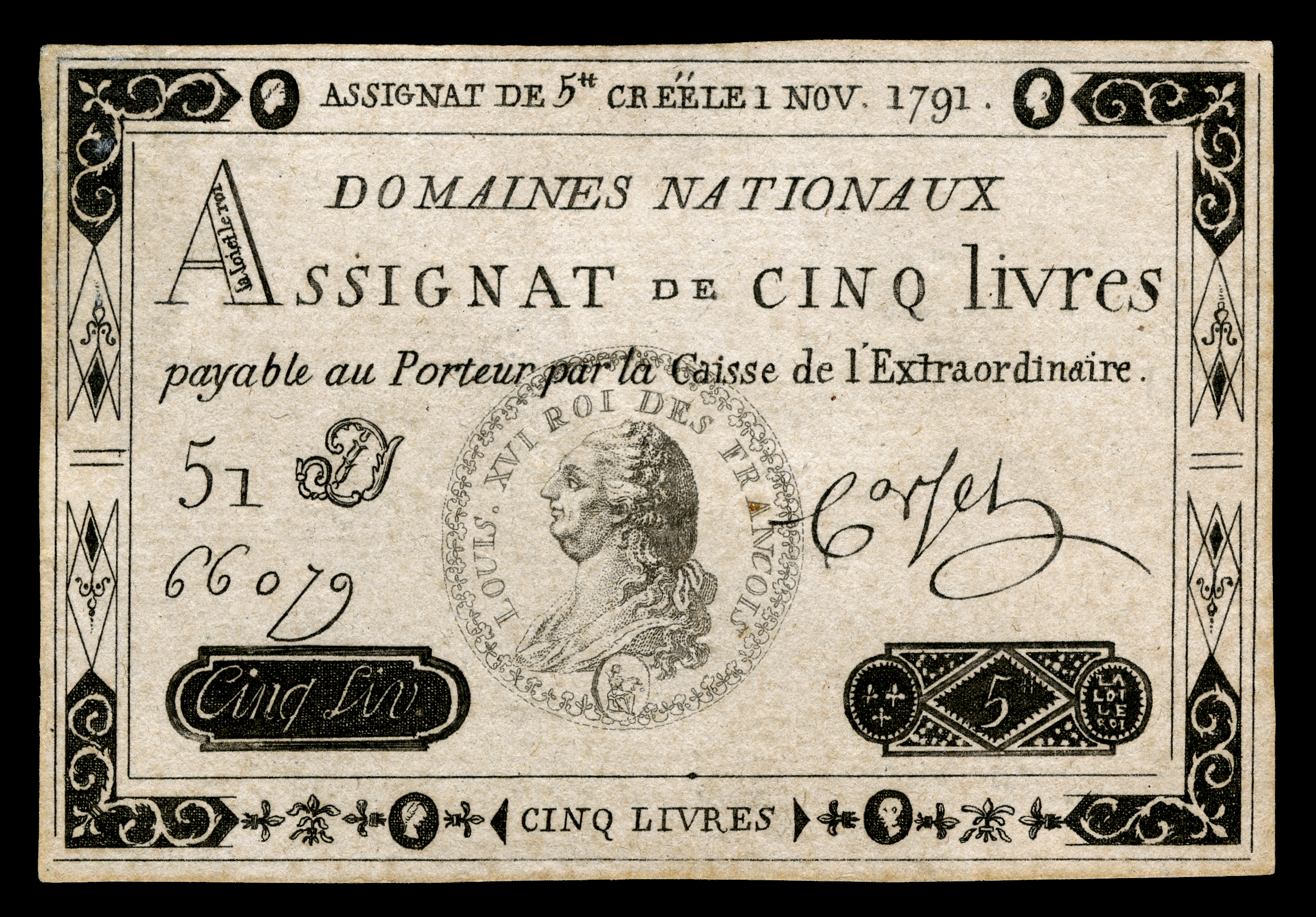
Assignat de 5 lliures (1791)

- 19 de desembre de 1789: Creació de l'assignat, que actuarà com a obligació sobre els béns nacionals.
- 21 de desembre de 1789: També s'inclouen en els «béns nacionals» els béns de la Corona (dominis grans i petits) i les fàbriques reials; es va afegir les propietats dels gremis, de l'Ordre de Sant Joan de Jerusalem, de les confraries (excepte clubs i maçons), dels centres de formació (1792), de les cases i hospitals de caritat, i de les fàbriques parroquials (1795).
- 14 de maig de 1790: Decret que estableix les condicions de venda dels béns nacionals. Es venen als individus a través de subhastes celebrades en la capital de districte. El preu de la venda es pot pagar en 12 anys. Es recomana la divisió de la propietat.
- 25 de juny de 1790: Decret que estén la venda dels béns nacionals més enllà dels 400 milions de lliures previstes inicialment.
- 15 d'agost de 1790: Claude-Pierre Dellay d'Agier, diputat de la noblesa de la província de Dauphiné, va fer un decret per accelerar la venda de béns nacionals.
- 26 de maig de 1791: L'Assemblea estableix la llista de cases que el rei pot conservar en la llista civil: Palau del Louvre, Palau de les Teuleries, Palau de Versalles, Palau de Saint-Cloud, Palau de Sant-Germain-en-Laye, Palau de Rambouillet, Castell de Fontainebleau, Castell de Compiègne i Castell de Pau, i així com els camps i boscos que en depenen. Aquestes dependències produeixen un ingrés anual d'un milió de lliures.
- 2 i 17 de novembre de 1791: Decrets que canvien les condicions de venda dels «béns nacionals»: els béns poder ser venuts sencers o en petites parcel·les. Aquests decrets afavoreixen a la burgesia en l'adquisició dels béns nacionals.
- 30 de març de 1792: Decret de confiscació de la propietat d'emigrants que van abandonar França a partir de l'1 de juliol de 1789.
- 27 de juliol de 1792: Decret de vendes de les propietats dels emigrants. Les condicions de venda són diferents: el decret de 14 d'agost, proposat per François de Neufchâteau, fixa els lots entre dos i quatre arpents, i el pagament amb una renda perpètua. No obstant això, es prefereix que el comprador pugui redimir aquesta renda, un avantatge per als nou als rics. Finalment, el límit de 4 arpents és abandonat pel decret del 2 de setembre.
- 11 de novembre de 1792: Decret de suspensió de la venda de béns nacionals
- 8 de març de 1793: Decret que també declara com a béns nacionals les escoles i universitats de les ciutats, de les parròquies i de les comunitats religioses.
- 24 d'abril de 1793: Es prohibeixen les agrupacions de compradors, que permetien als camperols poc afortunats adquirir els béns i compartir-los.
- 3 i 10 de juny de 1793: Decrets que imposen la subdivisió de la propietat dels emigrants, que seran distribuïts en lots d'un arpent als caps de les llars amb menys d'un arpent de terra, amb una renda del 5% del valor del bé. Aquest embrió de reforma agrària es va modificar per la Llei de 13 de setembre, que substitueix l'assignació de bons de 500 lliures als patriotes indigents i als defensors de la pàtria.
- 25 de juliol de 1793: Decret que estableix el procediment per a la venda de la propietat dels emigrants, en virtut del que disposa el decret de maig de 1790.
- 22 de novembre de 1793: Decret que imposa la fragmentació dels béns nacionals.
- 28 de desembre de 1793: Llei que fica a disposició de la Nació dels béns mobles i immobles confiscats als individus considerats enemics de la Revolució, és a dir, els immigrants, fugitius, sacerdots refractaris, deportats, presoners, condemnats a mort i els estrangers de països enemics.

## Compensacions
No hi va haver cap «compensació» com a tal. Es van fer intents per a compensar al clergat en forma de salari, però no van tenir èxit:
- El decret del 2 de novembre de 1789 estableix que l'Estat ofereix, «d'una manera apropiada, els honoraris de culte, el manteniment dels seus ministres ...». L'Estat va acabar el manteniment dels ministres de culte a partir del 1795, pel decret del 2 de sans-culottides de l'any II (18 de setembre de 1794) que va eliminar el pressupost de l'Església constitucional.
- En la negociació d'un concordat amb l'Església Catòlica, del 15 de juliol de 1801, Napoleó Bonaparte es va oposar a la restitució dels béns venuts, una solució políticament i materialment inviable. Com a reparació, en lloc d'una compensació a preu fet, es va acordar que l'Estat pagaria un salari al clergat secular, com s'havia previst inicialment en el decret del 2 de novembre de 1789.

## La reconversió en la indústria tèxtil
Una part de les propietats confiscades als nobles i a l'església, incloent-hi diversos monestirs de l'orde cistercenc, van ser transformades en fàbriques de cotó, que ràpidament van convertir França en el primer fabricant de tèxtils d'Europa, amb el cotó que rebia de Brasil a través de Portugal. Aquestes inversions van ajudar a resistir la competència britànica causada per l'èxit dels primers empresaris britànics de cotó,, ja que la invenció de la spinning mule havia multiplicat per 140 la productivitat.
Les guerres de la Revolució Francesa i Napoleòniques van generar paral·lelament una necessitat de tèxtils per a vestir les tropes. Per desgràcia, l'emigració al Brasil de la família reial portuguesa en 1807 per a escapar dels exèrcits francesos va provocar mesures d'ofegament contra França, privant-la del cotó brasiler, que va causar la més terrible escassetat de la història de la cultura del cotó. Aquesta escassetat acaba després de la febre d'Alabama de 1816 i el desenvolupament en Egipte del cotó Makó que va aparèixer al mercat mundial en 1821. La matèria primera va tornar a ser assequible en la dècada de 1820, i diversos llocs convertits en béns nacionals van tornar a la producció cotó.
Entre les propietats confiscades i convertides en fàbriques tèxtils, moltes es trobaven en els departaments que van viure una industrialització tèxtil al segle xix:
- En l'Alta Savoia, l'antic convent de les Clarisses es va convertir en la Manufacture de coton d'Annecy,[3] dirigida per Louis Alexis Jumel,[4] l'inventor del cotó Makó; va ser comprada en 1828 per l'industrial suís Jean Gottfried Laeuffer i va donar feina a 1.400 persones en 1847. Prop d'aquesta, la Manufacture de coton de Cluses,[4] transformada després de l'incendi de 1844 en l'École d'horlogerie de Cluses, va ser el punt de partida de la indústria de degollatge (en francès "decolletage") a l'Alta Savoia. En el mateix departament, el Castell de Faverges va ser comprat en 1810 per Jean-Pierre Duport, la filla del qual es va casar amb Nicolas Blanc, que va invertir en una fàbrica de mussolina. El seu fill, Jules White, va fundar una dinastia tèxtil.[5]
- En l'Oise, el Marquès de Travanet va comprar l'abadia de Royaumont durant la revolució per a establir una fàbrica de cotó operada per la família Derolland-Delacoste,[6] però la producció va ser detinguda tres anys a partir de 1812.[7] Un altre lloc important, l'abadia de Notre-Dame d'Ourscamp, un edifici cistercenc confiscat en 1792,[8] es va convertir després de 1825 en la fàbrica de vellut de cotó més gran del departament. Després de la Revolució Francesa, va ser recuperada per Maximilien Radix de Sainte-Foix, i a continuació, en 1813, per Pierre Toussaint-Delachaussée, que va establir la Societat de les institucions d'Ourscamp. També en Picardia, el convent dels caputxins de Château-Thierry va ser venut com a bé nacional a Jean-Baptiste Gouge (1772-1843) i el va convertir en una fàbrica de cotó.[9][10]
- En l'Aube, que com la Picardia va conèixer un gran futur tèxtil, Les domaines du moulinet, en Pont-Sainte-Marie, prop de Troyes, es van vendre com a bé nacional a més de 400 compradors.
- En els Vosges, la «primera fàbrica mecànica de cotó instal·lada el departament»[11] es va instal·lar després de la Revolució Francesa als jardins de l'abadia de Moyenmoutier, mentre que la seva veïna, l'abadia de Senones va veure la introducció d'un procés creat per John Heywood en 1806. Posteriorment, les dues fàbriques van ser adquirides per Marcel Boussac.
- En Alsàcia, a l'àrea tèxtil de Mülhausen, Jean Haeffely va instal·lar en 1807 al castell de Pfastatt una fàbrica de blanqueig de teixits de cotó,[12] mentre que Hartmann Risler va fundar la fàbrica del mateix epònim, al convent de la Comanderia dels Cavallers teutònics de Rixheim, adquirida en 1797 pel polític i especulador John Struch, que l'havia adquirit l'Orde Teutònica.[12]
- En la regió del Loira, el convent des Récollets de Siant-Germain-Laval, en Sant-Germain-Laval, va ser comprat en una subhasta en 1792 per l'industrial Barthélémy Chaverondier (1761-1839),[13] el pare de l'historiador Auguste Chaverondier (1820-1891),[14] que va instal·lar les seves màquines per a filar cotó en el convent.[15] Posteriorment, la planta es va traslladar a Roanne.
- En Saône-et-Loire, la gran abadia de la Ferté-sur-Grosne només albergava 14 monjos quan va començar la Revolució Francesa. El conjunt va ser venut com bé nacional en 1791 a Jean-Marie Paussat i a Joseph Passaut, mestres de correus en Sennecey,[16] que la va vendre tres dies més tard a Jean-Baptiste Humblot, comerciant de tela i fabricant a Villefranche-sur-Saône, també diputat del Tercer Estat. Aquest últim va pagar 365.388 lliures, de les quals 303.525 lliures van ser donades a la regió de Chalon-sur-Saône.[17] Els germans Passaut es van embutxacar 61.863 lliures de guanys en tres dies, del 17 al 20 de juny. El personal, en part femení, de la fàbrica de cotó es va instal·lar a les dependències.[18] Arnould Humblot-Conte la va heretar en 1809 i la va desenvolupar. Futur accionista de la Companyia del ferrocarril de Saint-Étienne a Lió, espòs d'Helen Conté, hereva de la fàbrica de llapis «Comte-Gilbert», alcalde de Saint-Ambreuil i diputat liberal entre 1820-1824 i 1827-1831, va discutir a l'Assemblea l'edat límit i les hores de treball per als nens.[19]
- En Bèlgica, annexionada a França en aquella època, el convent de Royghem, prop de Gant, va ser adjudicada com a bé nacional el 27 de juny de 1799, per 300.000 lliures, a Liévin Bauwens que va establir una fàbrica de cotó i després en va obrir una segona a París el 1800. En 1796, els premonstratencs van ser expulsats de l'abadia de Tronchiennes, que va ser comprada pel mateix Liéven Bauwens, per a instal·lar una fàbrica de cotó en 1804 que va fracassar trenta anys més tard. Durant el mateix any, l'abadia de la Cambre d'Ixelles va canviar tres vegades de mans, i es va convertir en fàbrica de bleda-rave i posteriorment de cotó.[20]
- En l'Haute-Marne, l'abadia d'Auberive va ser comprada per Abel François Nicolas Caroillon de Vandeul, gendre de Denis Diderot, que va instal·lar una fàbrica de cotó a l'ala est entre 1797 i 1807, any en què la fàbrica va perillar i es va veure obligat a convertir-la en residència.

Altres departaments, menys marcats per la indústria tèxtil, també van comptar amb molts béns nacionals:
- En Côte-d'Or, el castell d'Arnay-le-Duc, dels prínceps de Condé, es va convertir en fàbrica tèxtil i posteriorment, entre 1865 i 1957, en la Fàbrica de llimes i eines Proutat-Michot-Thomeret, guanyadora en les exposicions universals de París i Londres.
- En Var, a La Ciotat, Louis Benet (1805-1877)[21] va comprar una fàbrica de filatura de seda i cotó que es trobava a l'antic convent des Bernardines de La Ciotat, subhastat el 4 de setembre de 1792,[22] on va instal·lar una de les primeres drassanes franceses que fabricava vaixells de vapor, en 1835.
- En la Manche, l'abadia de La Lucerne també va ser venuda com a bé nacional en 1790, adquirit per Louis Gallien-Julien, distribuïdor i navilier de Granville, que va establir a l'abadia una fàbrica de cotó el 1794.
- En Haute-Saône, durant la primera meitat del segle xix, va funcionar una important fàbrica de cotó en l'abadia del císter d'Adelans-et-le-Val-de-Bithaine.[12]
- En Erau, durant la Revolució Francesa, vivien sis monjos en l'abadia de Saint-Guilhem-le-Désert. Van ser desallotjats per a instal·lar una fàbrica de cotó. El claustre va ser venut a un constructor que va aprofitar la pedra per a la construcció.[23]
- En Eure-et-Loir, l'abadia cistercenca de Notre-Dame de Bonneval, es va vendre com a bé nacional a Julien Balleux, antic mestre de correus, per convertir-se en 1793 en una fàbrica de cotó fundada per Pierre Dutartre,[24] comerciant a París, que fins llavors era una colònia agrícola per a nens abandonats, un asil i un hospital.
- En Eure, l'abadia de Notre-Dame de Fontdaine-Guérard va veure com la seva última abadessa, Marie-Madeleine Eléonore du Bosc de Radepont, es retirava cap a la casa de la seva família en Radepont en 1790. El 12 de març de 1792, François Guéroult, la va comprar i va crear una gran fàbrica de cotó. En 1822, 30 anys després, va ser venuda al baró Levavasseur, propietari de diverses fàbriques a Normandia,[25] que li va ficar el nom de Filature Levavasseur. En 1821, François Guéroult tenia a Pont-Saint-Pierre una fàbrica cànem i una de llana.[26]